# Juny (Garreta)
Juny és una sardana, en fa major, composta per a cobla d'onze músics de Juli Garreta i Arboix escrita entre 1919 i 1920.
És considerada una de les obres cabdals de l'autor, inclosa pels experts dins de la tercera etapa de composició sardanística (de les tres que va tenir), el bloc de les sardanes grans i definitives, com afirma el Diccionari d'autors de sardanes i de musica per a cobla. Dins d'aquesta època també es troben títols importants com Licorella, Pastoral, Nidya...
La sardana fou premiada el 1920 amb 1.000 pessetes de l'època per la primera edició dels Premis Musicals Eusebi Patxot i Llagostera que organitzava l'Orfeó Català. Estava inclosa dins d'un conjunt de quatre sardanes més del mestre (Recordant..., Pastoral i Somnis). Com es pot veure a la portada del manuscrit de direcció presentat al concurs del fons de Juli Garreta.
Segons apunta Robert Roqué al seu llibre Històries de les sardanes (II): "Les sardanes de Garreta no tenien gaire història, des del punt de vista de dedicatòries o d'anècdotes. Garreta era una persona que escrivia música pel plaer de fer-ho". Josep Grahit assegura que la sardana Juny, es va escriure a Romanyà inspirada tot veient els segadors fent la seva feina, volent ser un símbol del treball físic i d'identificació amb la terra.
Per altra banda, aquesta sardana va entrar a la cursa per ser l'himne de Catalunya el 1931 quan Francesc Macià, amb el triomf de les esquerres arreu de l'estat proclama la República Catalana. Els Segadors la trobaven massa bèl·lica i cap de les propostes els semblava la idònia (el cant del poble, la santa espina…). Tot i això, en temps que La santa espina i Els segadors foren prohibits, la població catalana convertí aquesta sardana en un himne popular, potser atiat, entre altres fets, perquè "fou la sintonia o l'indicatiu de l'escoltadíssim programa radiofònic Glossari andorrà, emès des del país de la Verge de Meritxell [Andorra], que realitzà diàriament en llengua catalana, durant el règim franquista, Josep Fontbernat, és a dir, l'il·lustre músic, escriptor i polític gironí que hi vivia exiliat. "
Actualment i des de 2010, és l'himne oficial del poble natal de Juli Garreta, Sant Feliu de Guíxols.

## Arranjaments per a altres agrupacions

### Coral
El poeta, dramaturg i novel·lista Ambròsi Carrion i l'industrial i poeta Josep Tharrats escriviren lletres per aquesta sardana que es va estrenar a S'Agaró el 12 d'agost de 1928 amb arranjaments del músic, compositor i professor Josep Baró.
Aquí podem veure la lletra d'Ambròsi Carrion.

### Piano

#### Piano sol (manuscrit)
L'octubre de 1922, dos anys després del premi musical Eusebi Patxot, el deixeble del mestre Juli Garreta, Josep Maria Vilà i Gandol, va realitzar una reducció a piano (al to original), que el mateix compositor de la sardana original, la revisà i l'aprovà. El pianista guixolenc Joan Pedrosa la va interpretar en concert el 13 de febrer de 1960 al Casal Guixolenc de Barcelona,
Fou publicada per "La sardana popular" de J.M. Canals (ca. 1922) i per la Casa Editorial Vecchi (1927)

#### Piano a quatre mans (manuscrit)
Al manuscrit presentat al premi musical Eusebi Patxot, veiem que hi ha una reducció (al to original), feta pel mateix mestre, per a piano a quatre mans.

### Cobla de 10 o 12 músics (manuscrit)
Existeix aquest bloc de particel·les (en el to original), en el qual podem trobar un paper de fiscorn primer, que inclou gran part del paper de trombó (a l'època, algunes cobles no disposaven de la figura d'aquest músic).
Per altra banda, trobem la particel·la d'un segon trombó (ad libitium). Si la comparem amb la part del trombó primer, veiem que no hi ha cap canvi notori (simplement duplica el paper del trombó 1r i té més compassos d'espera) fins a les dues últimes notes de llargs.
S'ha de dir que aquesta còpia no es pot assegurar que sigui del mateix Juli Garreta i potser algú la va arranjar per adaptar-la a diferents necessitats de les cobles de l'època.

### Orquestrina
L'edició de La Vanguarida del divendres 26 de juny de 1926 a la pàgina 4 anuncia que l'orquestrina americana de Radio-Catalana oferirà al seu programa de ballables, entre altres obres i ballables, Juny de Garreta.(Es desconeix on es troben les partitures)
Segons el catàleg en línia del compositor Juli Garreta: "Seguint el model de Matinada [Sardana de Juli Garreta que interpretà la mateixa orquestrina], deduïm que algú va partir de la versió pianística, en la qual va especificar les línies melòdiques que havia de tocar cada instrumentista." Suposant que estava arranjat per la mateixa orquestrina que interpretà Matinada, la formació era: Oboè, Piano, Violí 1, Violí 2, Violoncel i Contrabaix.

### Banda
La instrumentació (al to original) la realitzà Joan Lamote de Grignon el 1923, director de la Banda Municipal de Barcelona i aquesta mateixa l'estrenà el 28 de gener del mateix any (així ho anunciava la Vanguardia), a la Plaça Reial de la ciutat Comtal. Va ser un èxit, tal com esmenta la crònica del concert de la Vanguardia del dia 30 de gener de 1923.
Fou una de les peces més interpretades per la mateixa banda durant un temps.
Fou instrumentada per a:
3 Flautes, 3 Obès, Petit clarient en mi bemoll, Petit clarinet en la bemoll, 2 Clarinets en si bemoll, 2 Clarinets alts en mi bemoll, 2 Clarinet baix en si bemoll, 2 Tenores, 2 Fagots, Sarrufon) - (2 Saxofons soprans en si bemoll, 2 Saxofons alts en mi bemoll, 2 Saxofons tenors en si bemoll, 2 Saxofons barítons en mi bemoll, Saxofon baix en si bemoll) - (4 Trompes en fa, 3 Trompetes en do, 2 Trompetes en fa, 4 Trombons, 3 Bombardins, Bugle soprà en mi bemoll, 2 Bugle alt en si bemoll, 2 Bugle tenor en mi bemoll, 2 Bugle baríton en si bemoll, Bugle baix en mi bemoll, Bugle baix en si bemoll) - (Timbales, Tamborí) - (Contrabaix).

### Orquestra simfònica
L'arranjament per orquestra (al to original) fou del compositor, violinista i director català Enric Casals, el 1935. Es creu que aquesta versió ja l'havia estrenat Pau Casals a Londres el 1935, en uns recitals que oferí interpretant el concert de Tovey. Tot i que l'estrena oficial no fou fins quinze anys més tard al Palau de la Música Catalana en un concert homenatge a Juli Garreta amb motiu del 25è aniversari de la seva mort, el diumenge 5 de novembre de 1950, com ho anunciava el diari la Vanguardia el dia abans.
La dirigí Eduard Toldrà, que tot i que ell era director de l'Orquestra Municipal de Barcelona des de 1942, al programa de mà deia que els intèrprets eren una "Gran Orquestra Simfonica".
La instrumentació és per a: (Flautí, 2 Flautes, 2 Oboès, Corn anglès, 2 Clarinets en Si bemoll, 2 Fagots) - (4 Trompes en Fa, 3 Trompetes en Si bemoll, 3 Trombons, Tuba) - (Timbales) - (Violins 1, Violins 2, Violes, Violoncels i Contrabaixos)
La primera edició que es va publicar va ser de "La Sardana Popular – Seix Barral (1950)". Com a tall curiós cal dir que el 18 de desembre de 1949, la cobla Barcelona, la cobla Caravana i l'Orfeó Català, participaren en un concert al Palau de la Música "destinado a ultimar la edición de la sardana orquestada Juny de Julio Garreta".
El publicació que s'edità incloïa, a part de la partitura general i les particel·les, gran informació de Juli Garreta en diferents idiomes.

## Ígor Stravinski i Juny
El dia de Sant Josep, 19 de març, del 1924, Ígor Stravinski es trobava a Barcelona i l'Ateneu Barcelonès va organitzar un concert amb la cobla Barcelona per fer una mostra de la música pròpia del país al compositor Rus. El concert es va celebrar als jardins del primer centre cultural de l'Ateneu.
Segons explica Jeroni Moragues en el seu article de La Publicitat (20/3/1924) "Strawinsky a l'Ateneu", Ígor Stravinski va gaudir i es va encuriosir molt pel so i pels intruments de la cobla.
El programa constava entre altres d'obres com Per tu Ploro i Toc d'oració de Pep Ventura i Serra amunt d'Enric Morera. Durant el concert diu que feia alguna exclamació de sorpresa, però just després de sentir Juny comenta que va exclamar "Més Garreta!". Al final del concert demanà si podia aconseguir les partitures de Garreta i un recull de melodies populars catalanes, ja que ho volia estudiar.
Garreta no hi era però es van conèixer, al cap de poc, en el sopar d'homenatge que li feren a Stravinski per acomiadar-lo de la ciutat.
S'ha de dir, però, que Jordi Puerto, en paraules de Narcís Paulís, un dels que acompanyà el mestre al concert, assegura que Stravinski ja havia sentit la cobla Barcelona i Juny uns dies abans al sindicat de Músics i posteriorment a Sant Salvador on Pau Casals el va convidar.
Per tancar aquest capítol, és interessant llegir la transcripció del llibre de Jordi Puerto: "Uns anys després, a conseqüència d'aquestes audicions, Strawinsky va remetre a Narcís Paulís una sardana, perquè li donés el seu parer. Aquest va fer-hi algunes observacions i la hi va tornar, sense fer cap còpia. Per aquella època el gran mestre se'n va anar a residir als Estats Units i mai més se'n sabé res d'aquella obra."(pg.44)